# Самарин, Михаил Тимофеевич
Михаил Тимофеевич Самарин (1928 — 1993) — Герой Социалистического Труда.

## Биография
Окончил Куйбышевский индустриальный институт (1950), инженер-механик.
Заслуженный машиностроитель РСФСР. Герой Социалистического Труда (1981). Награждён орденами Ленина (1971, 1981), Октябрьской Революции (1976), Трудового Красного Знамени (1985), «Знак Почета» (1966), медалями.
В 1950-1965 гг. – мастер, заместитель начальника цеха, начальник цеха, заместитель главного инженера, начальник производства завода «Сибсельмаш» (Новосибирск); в 1965-1993 гг. – главный инженер, директор, генеральный директор Челябинского ПО «Завод им. С. Орджоникидзе» (ОАО «Станкомаш»).
Внедрил в производство более сотни сложных образцов военной техники. Впервые в отрасли разработано и внедрено поточно-механизированное и автоматизированное производство ряда корпусов боеприпасов и авиабомб крупного калибра. Внедрен впервые в мировой практике процесс электрошлаковой подпитки фасонных отливок, позволяющий экономить на каждой специальной крупной отливке до 3 т жидкой стали. Создал КБ специального станкостроения, поставлены на серийный выпуск 5 моделей, из них 2 модели станков с ЧПУ. Имеет 6 авторских свидетельств на изобретения.
Скончался 26 декабря 1993 года. Похоронен на Успенском кладбище Челябинска.

## Награды
- Медаль «Серп и Молот»